# João Penha Filho
João Penha Filho (Touros, 23 de junho de 1926 - Natal, 17 de janeiro de 2011), mais conhecido como Monsenhor Penha, foi um padre católico brasileiro pertencente ao clero da Arquidiocese de Natal. Recebeu a ordenação sacerdotal no dia 7 de janeiro de 1953.
Foi uma das pessoas chaves no desenvolvimento do Centro de Educação Integrada Monsenhor Honório - CEIHM.
No dia 07 de setembro de 1956 fundou o 02 RN Gurpo de Escoteiros Guy de Larigaudie na cidade de Macau 
É considerado filho ilustre da cidade de Touros. Deixou uma longa folha de relevantes serviços prestados a cidade de Macau.

## Estudos
- Seminário de São Pedro, em Natal (RN)
- Seminário da Prainha, em Fortaleza (CE)

## Atividades desenvolvidas como sacerdote
Foi ordenado sacerdote no dia 7 de janeiro de 1953, na Catedral Metropolitana de Natal, por Dom Marcolino Dantas.
- Atuou como vigário cooperador em várias cidades: Santa Cruz, São José do Campestre, Currais Novos, Caicó, Macau, Pendências e Ipanguaçu.
- Entre 1963 e 1964 esteve em Roma.
- Pároco da Paróquia de Nossa Senhora da Conceição por 11 anos,[3] em Macau (1964-1975);
- Capelão[4] da Universidade Federal do Rio Grande do Norte (nomeado em 1975, por Dom Nivaldo Monte)
- Vigário cooperador da Paróquia de Nossa Senhora da Candelária (a partir de 1979)
- 1º pároco da Paróquia de Santo Afonso Maria de Ligório, em Mirassol (nomeado em 1982)
- Pároco da Paróquia do Bom Jesus dos Navegantes, de Touros (nomeado em 1996)
- Vigário Episcopal[1] para a Juventude da Arquidiocese de Natal
- Capelão do Colégio Nossa Senhora das Neves, no Alecrim (até 2010)

## Relação com o Escotismo
Durante alguns anos presidiu a União dos Escoteiros do Brasil. Consideram-no "o mais antigo escotista do RN"
Presidente da Regional dos Escoteiros no RN por mais de 30 anos; período em que fundou vários grupos de escoteiros no Estado, entre eles, o Grupo Escoteiro Universitário. É considerado o escotista mais antigo do Estado, e recebeu a condecoração do escotismo entregue pela então governadora Wilma de Faria.
No site da UEB-RN é possível ler um pouco sobre o escoteiro João Filho Penha.

## Morte
Aos 84 anos, foi encontrado sem vida, em seu quarto, por um familiar, na casa onde residia, localizada no bairro do Alecrim, em Natal.
Sofria de problemas renais, mas estava lúcido. Morreu de parada cardíaca.